# Vetulicolida
Vetulicolida là một lớp trong hai lớp của ngành Vetulicolia. Nó chứa một bộ là Vetulicolata và được chia thành hai họ Vetulicolidae và Didazoonidae.